# João Gonçalves Filho
João Gonçalves Filho (Rio Claro, 7 de dezembro de 1934 — São Paulo, 27 de junho de 2010) foi um nadador e jogador de polo aquático brasileiro.
João participou de cinco edições dos Jogos Olímpicos, sendo duas como nadador (1952 e 1956), e três como jogador de polo aquático (1960, 1964, 1968).  
Conquistou medalha de prata nos Jogos Pan-Americanos de 1951 e 1967, medalha de bronze em 1959 e medalha de ouro em 1963.

## Trajetória esportiva
Conhecido como Peixinho, costumava nadar no rio com os amigos do Colégio koelle; quando a diretora soube de suas habilidades, convidou-o para treinar no clube da cidade.
No início da década de 1950, ainda menor de idade, mudou-se para o Rio de Janeiro e começou a nadar pelo Fluminense Football Club, onde também passou a praticar polo aquático.
Nos Jogos Pan-Americanos de 1951 em Buenos Aires, o primeiro Pan da história, João ganhou uma medalha de prata no revezamento 4x200 metros livre, junto com Ricardo Capanema, Aram Boghossian e Tetsuo Okamoto.
Nas Olimpíadas de 1052 em Helsinque, nadou os 100 metros costas e os 4x200 metros livre, não chegando à final das provas.
Nos Jogos Pan-Americanos de 1955 na Cidade do México, terminou em quarto lugar nos 100 metros costas, e quarto lugar nos 4x100 metros medley.
Nas Olimpíadas de 1956 em Melbourne, nadou os 100 metros costas, não chegando à final da prova.
Nos Jogos Pan-Americanos de 1959 em Chicago, ganhou a medalha de bronze no polo aquático.
Nos Jogos Pan-Americanos de 1963 em São Paulo, ganhou a medalha de ouro no polo aquático.
Nos Jogos Pan-Americanos de 1967 em Winnipeg, ganhou a medalha de prata no polo aquático.
Nas Olimpíadas de 1960 em Roma, Olimpíadas de 1964 em Tóquio e Olimpíadas de 1968 na Cidade do México, terminou em 13º lugar com a equipe de pólo aquático do Brasil. Foi o porta-bandeira da delegação brasileira nos Jogos Olímpicos  de 1968 na Cidade do México. 
Depois, se tornou técnico do time olímpico brasileiro de judô em Barcelona 1992 e Atlanta 1996, e chefe do departamento de judô no Esporte Clube Pinheiros.